# Campeonato Uruguayo de Primera División 2005-06
El Campeonato Uruguayo 2005-06 fue el 102° torneo de primera división del fútbol uruguayo organizado por la AUF, correspondiente al año 2006. Este fue el primer torneo de fútbol profesional en el Uruguay que se disputó a la europea. Esto quiere decir que el Torneo Apertura se disputó a fines del año 2005 y el Torneo Clausura a principios de 2006. El campeón uruguayo de la temporada fue el Club Nacional de Football, que tras ganar el Clausura derrotó en dos finales al campeón del Apertura, el Rocha Fútbol Club.

## Torneo Apertura

### Posiciones
| Puesto | Equipo               | Pts | PJ | PG | PE | PP | GF | GC | Dif |
| ------ | -------------------- | --- | -- | -- | -- | -- | -- | -- | --- |
| 1°     | Rocha                | 33  | 17 | 10 | 3  | 4  | 37 | 25 | 12  |
| 2°     | Nacional             | 31  | 17 | 9  | 7  | 1  | 32 | 16 | 16  |
| 3°     | Danubio              | 27  | 17 | 8  | 3  | 6  | 36 | 25 | 11  |
| 4°     | Rampla Juniors       | 26  | 17 | 8  | 2  | 7  | 35 | 25 | 10  |
| 5°     | Deportivo Colonia    | 26  | 17 | 6  | 8  | 3  | 23 | 19 | 4   |
| 6°     | Cerrito              | 25  | 17 | 6  | 7  | 4  | 20 | 18 | 2   |
| 7°     | Peñarol              | 25  | 17 | 6  | 7  | 4  | 22 | 26 | -4  |
| 8°     | River Plate          | 24  | 17 | 6  | 6  | 5  | 24 | 22 | 2   |
| 9°     | Rentistas            | 24  | 17 | 7  | 3  | 7  | 21 | 22 | -1  |
| 10°    | Liverpool            | 22  | 17 | 5  | 7  | 5  | 19 | 18 | 1   |
| 11°    | Defensor Sporting    | 22  | 17 | 5  | 7  | 5  | 21 | 21 | 0   |
| 12°    | Cerro                | 22  | 17 | 5  | 7  | 5  | 23 | 25 | -2  |
| 13°    | Plaza Colonia        | 21  | 17 | 5  | 6  | 6  | 15 | 23 | -8  |
| 14°    | Montevideo Wanderers | 20  | 17 | 4  | 8  | 5  | 27 | 32 | -5  |
| 15°    | Miramar Misiones     | 18  | 17 | 3  | 9  | 5  | 18 | 18 | 0   |
| 16°    | Tacuarembó           | 17  | 17 | 4  | 5  | 8  | 13 | 21 | -8  |
| 17°    | Fénix                | 13  | 17 | 3  | 4  | 10 | 22 | 31 | -9  |
| 18°    | Paysandú             | 8   | 17 | 1  | 5  | 11 | 18 | 39 | -21 |

|  | Gana el Apertura, clasifica a la semifinal por el Campeonato. Clasifica a la Copa Libertadores 2006. |

## Tabla acumulada del año 2005
Se configura esta tabla, en donde se suman los puntos del Torneo Apertura de esta temporada y los puntos del Campeonato Uruguayo 2005, para establecer 3 descensos a Segunda división.
| Puesto | Equipo               | Pts | PJ | PG | PE | PP | GF | GC | Dif |
| ------ | -------------------- | --- | -- | -- | -- | -- | -- | -- | --- |
| 1°     | Nacional             | 72  | 34 | 21 | 12 | 1  | 71 | 32 | 39  |
| 2°     | Defensor Sporting    | 63  | 34 | 17 | 12 | 5  | 54 | 34 | 20  |
| 3°     | Peñarol              | 60  | 34 | 16 | 12 | 6  | 50 | 45 | 5   |
| 4°     | Rocha                | 58  | 34 | 16 | 10 | 8  | 64 | 46 | 18  |
| 5°     | Danubio              | 55  | 34 | 16 | 7  | 11 | 59 | 41 | 18  |
| 6°     | Rentistas            | 48  | 34 | 13 | 9  | 12 | 51 | 47 | 4   |
| 7°     | Liverpool            | 47  | 34 | 12 | 11 | 11 | 45 | 43 | 2   |
| 8°     | River Plate          | 46  | 34 | 12 | 10 | 12 | 58 | 54 | 4   |
| 9°     | Cerrito              | 46  | 34 | 11 | 13 | 10 | 41 | 37 | 4   |
| 10°    | Montevideo Wanderers | 43  | 34 | 10 | 13 | 11 | 57 | 65 | -8  |
| 11°    | Miramar Misiones     | 41  | 34 | 10 | 11 | 13 | 51 | 47 | 4   |
| 12°    | Rampla Juniors       | 40  | 34 | 11 | 7  | 16 | 54 | 56 | -2  |
| 13°    | Deportivo Colonia    | 39  | 34 | 9  | 12 | 13 | 38 | 50 | -12 |
| 14°    | Tacuarembó           | 38  | 34 | 9  | 11 | 14 | 30 | 39 | -9  |
| 15°    | Cerro                | 35  | 34 | 8  | 11 | 15 | 43 | 55 | -12 |
| 16°    | Plaza Colonia        | 35  | 34 | 8  | 11 | 15 | 23 | 50 | -27 |
| 17°    | Fénix                | 32  | 34 | 8  | 8  | 18 | 41 | 57 | -16 |
| 18°    | Paysandú FC          | 22  | 34 | 4  | 10 | 20 | 41 | 73 | -32 |

|  | Desempate para determinar el tercer descenso.        |
|  | Desciende a Segunda División para la temporada 2006. |

### Desempate
|  | Plaza Colonia | 2:2 | Cerro |  |  |

|  | Cerro | 1:0 | Plaza Colonia |  |  |

Descendió Plaza Colonia a la Segunda división junto con Fénix y Paysandú FC.

## Torneo Clausura
A diferencia del Torneo Apertura, el Clausura fue disputado por 17 equipos ya que descendieron tres equipos y ascendieron otros dos antes del comienzo del mismo. Los equipos ascendidos desde Segunda división para disputar el Clausura fueron Bella Vista y Central Español.

### Posiciones
| Puesto | Equipo               | Pts | PJ | PG | PE | PP | GF | GC | Dif |
| ------ | -------------------- | --- | -- | -- | -- | -- | -- | -- | --- |
| 1°     | Nacional             | 38  | 16 | 12 | 2  | 2  | 31 | 12 | 19  |
| 2°     | Defensor Sporting    | 35  | 16 | 10 | 5  | 1  | 34 | 15 | 19  |
| 3°     | Danubio              | 30  | 16 | 9  | 3  | 4  | 31 | 24 | 7   |
| 4°     | Central Español      | 27  | 16 | 8  | 3  | 5  | 19 | 16 | 3   |
| 5°     | Liverpool            | 25  | 16 | 7  | 4  | 5  | 27 | 27 | 0   |
| 6°     | Rentistas            | 24  | 16 | 7  | 3  | 6  | 28 | 22 | 6   |
| 7°     | Cerrito              | 23  | 16 | 5  | 8  | 3  | 17 | 16 | 1   |
| 8°     | Rampla Juniors       | 23  | 16 | 6  | 5  | 5  | 24 | 29 | -5  |
| 9°     | River Plate          | 20  | 16 | 6  | 2  | 8  | 19 | 20 | -1  |
| 10°    | Bella Vista          | 19  | 16 | 5  | 4  | 7  | 18 | 19 | -1  |
| 11°    | Tacuarembó           | 18  | 16 | 4  | 6  | 6  | 12 | 19 | -7  |
| 12°    | Montevideo Wanderers | 16  | 16 | 4  | 4  | 8  | 18 | 19 | -1  |
| 13°    | Cerro                | 15  | 16 | 6  | 3  | 7  | 23 | 16 | 7   |
| 14°    | Miramar Misiones     | 14  | 16 | 3  | 5  | 8  | 17 | 30 | -13 |
| 15°    | Rocha                | 12  | 16 | 3  | 3  | 10 | 18 | 29 | -11 |
| 16°    | Deportivo Colonia    | 11  | 16 | 3  | 2  | 11 | 12 | 30 | -18 |
| 17°    | Peñarol              | 7   | 16 | 5  | 4  | 7  | 20 | 25 | -5  |

|  | Ganador del Torneo Clausura, clasifica a la semifinal por el Campeonato. |

## Tabla Anual
La Tabla Anual resulta de la suma de ambos torneos Apertura y Clausura. En el caso de los dos equipos que no disputaron el Apertura, se les multiplica el puntaje por 33/16 (aporx. 2,06), configurando así puntajes proporcionales a los de los demás equipos.
El primer posicionado se clasifica directamente a la final por el Campeonato a jugarse contra el ganador de la semifinal. Por otra parte, los 6 mejores equipos de esta tabla disputarán al final de la temporada la Liguilla clasificatoria a las copa internacionales. 

### Posiciones
| Puesto | Equipo               | Pts  | PJ | PG | PE | PP | GF | GC | Dif |
| ------ | -------------------- | ---- | -- | -- | -- | -- | -- | -- | --- |
| 1°     | Nacional             | 69   | 33 | 21 | 9  | 3  | 63 | 28 | 35  |
| 2°     | Defensor Sporting    | 57   | 33 | 15 | 12 | 6  | 55 | 36 | 19  |
| 3°     | Danubio              | 57   | 33 | 17 | 6  | 10 | 67 | 49 | 18  |
| 4°     | Central Español      | 55,7 | 16 | 8  | 3  | 5  | 19 | 16 | 3   |
| 5°     | Rampla Juniors       | 49   | 33 | 14 | 7  | 12 | 59 | 54 | 5   |
| 6°     | Rentistas            | 48   | 33 | 14 | 6  | 13 | 49 | 44 | 5   |
| 7°     | Cerrito              | 48   | 33 | 11 | 15 | 7  | 37 | 34 | 3   |
| 8°     | Liverpool            | 47   | 33 | 12 | 11 | 10 | 46 | 45 | 1   |
| 9°     | Rocha                | 45   | 33 | 13 | 6  | 14 | 55 | 54 | 1   |
| 10°    | River Plate          | 44   | 33 | 12 | 8  | 13 | 43 | 42 | 1   |
| 11°    | Bella Vista          | 39,2 | 16 | 5  | 4  | 7  | 18 | 19 | -1  |
| 12°    | Cerro                | 37   | 33 | 11 | 10 | 12 | 46 | 41 | 5   |
| 13°    | Deportivo Colonia    | 37   | 33 | 9  | 10 | 14 | 35 | 49 | -14 |
| 14°    | Montevideo Wanderers | 36   | 33 | 8  | 12 | 13 | 45 | 51 | -6  |
| 15°    | Tacuarembó           | 35   | 33 | 8  | 11 | 14 | 25 | 40 | -15 |
| 16°    | Peñarol              | 32   | 33 | 11 | 11 | 11 | 42 | 51 | -9  |
| 17°    | Miramar Misiones     | 32   | 33 | 6  | 14 | 13 | 35 | 48 | -13 |

|  | Ganador de la Anual, avanza a la Final por el Campeonato. También clasifica a la Liguilla. |
|  | Clasifica a la Liguilla.                                                                   |

## Tabla Descenso
| Puesto | Equipo               | Pts   | PJ | PG | PE | PP | GF | GC | Dif |
| ------ | -------------------- | ----- | -- | -- | -- | -- | -- | -- | --- |
| 10°    | River Plate          | 66    | 50 | 18 | 12 | 20 | 77 | 74 | +3  |
| 11°    | Rampla Juniors       | 63    | 50 | 17 | 12 | 21 | 78 | 85 | -7  |
| 12°    | Bella Vista          | 59,28 | 16 | 5  | 4  | 7  | 18 | 19 | -1  |
| 13°    | Montevideo Wanderers | 59    | 50 | 14 | 17 | 19 | 75 | 84 | -9  |
| 14°    | Tacuarembó           | 56    | 50 | 13 | 17 | 20 | 42 | 58 | -16 |
| 15°    | Miramar Misiones     | 55    | 50 | 13 | 16 | 21 | 67 | 76 | -9  |
| 16°    | Cerro                | 50    | 50 | 14 | 14 | 22 | 66 | 71 | -5  |
| 17°    | Deportivo Colonia    | 50    | 50 | 12 | 14 | 24 | 50 | 80 | -30 |

|  | Desciende a Segunda División para la temporada 2006-07. |

## Definición del campeonato
|  | Semifinal                   | Semifinal | Semifinal |  |  | Final                          | Final | Final |
|  |                             |           |           |  |  |                                |       |       |
|  |                             |           |           |  |  |                                |       |       |
|  | Rocha (Campeón Apertura)    | 1         | 0         |  |  |                                |       |       |
|  | Nacional (Campeón Clausura) | 4         | 2         |  |  |                                |       |       |
|  |                             |           |           |  |  |                                |       |       |
|  |                             |           |           |  |  | Nacional (Ganador Semifinal)   | —     | —     |
|  |                             |           |           |  |  | Nacional (Ganador Tabla Anual) | —     | —     |
|  |                             |           |           |  |  |                                |       |       |

### Semifinal
| 22 de junio de 2006 | Rocha    | 1:4 (0:2) | Nacional                                  | Estadio Mario Sobrero, Rocha |                            |
|                     | Caro 54' |           | Vázquez 22' 45' · Suárez 51' · Garcés 88' | Árbitro(s): Líber Prudente   | Árbitro(s): Líber Prudente |

| 25 de junio de 2006         | Nacional                 | 2:0 (0:0) | Rocha | Estadio Gran Parque Central, Montevideo |                             |
|                             | Suárez 62' · Vázquez 77' |           |       | Árbitro(s): Roberto Silvera             | Árbitro(s): Roberto Silvera |
| Nacional gana 6-0 en puntos |                          |           |       |                                         |                             |

### Final
No fue necesario disputar una final. Nacional se consagró automáticamente campeón uruguayo al haber ganado la semifinal entre los ganadores de los torneos cortos y ser ganador de la Anual. 
|                                                |
| Uruguay                                        |
| Campeón Uruguayo 2005-06 Nacional 41.er título |

## Clasificación a torneos continentales
Nacional ya se encontraba clasificado a la Copa Libertadores 2007 por haber ganado el campeonato uruguayo, sin embargo tuvo la chance de clasificar además a la Copa Sudamericana 2006 en el caso de ubicarse entre los cuatro primeros de la Liguilla.

### Liguilla Pre-Libertadores
| Puesto | Equipo            | Pts | PJ | PG | PE | PP | GF | GC | Dif |
| ------ | ----------------- | --- | -- | -- | -- | -- | -- | -- | --- |
| 1°     | Defensor Sporting | 11  | 5  | 3  | 2  | 0  | 9  | 3  | 6   |
| 2°     | Danubio           | 10  | 5  | 3  | 1  | 1  | 16 | 7  | 9   |
| 3°     | Nacional          | 8   | 5  | 2  | 2  | 1  | 8  | 6  | 2   |
| 4°     | Central Español   | 7   | 5  | 2  | 1  | 2  | 5  | 9  | -4  |
| 5°     | Rentistas         | 4   | 5  | 1  | 1  | 3  | 9  | 11 | -2  |
| 6°     | Rampla Juniors    | 1   | 5  | 0  | 1  | 4  | 3  | 14 | -11 |

|  | Clasifica a la Copa Libertadores 2007 (fase de grupos). |
|  | Clasifica a la Copa Libertadores 2007 (primera fase).   |
|  | Clasifica a la Copa Sudamericana 2006.                  |

| Uruguay                                                |
| Campeón Liguilla 2005-06 Defensor Sporting 8.vo título |

### Equipos clasificados

#### Copa Libertadores 2006
|   | Equipo            | Clasificado como                             |
| - | ----------------- | -------------------------------------------- |
| 1 | Nacional          | Campeón Primera División 2005                |
| 2 | Rocha             | Ganador del Torneo Apertura 2005-06          |
| 3 | Defensor Sporting | 2° puesto en la tabla acumulada del año 2005 |

#### Copa Sudamericana 2006
|   | Equipo          | Clasificado como                 |
| - | --------------- | -------------------------------- |
| 1 | Nacional        | 3° puesto en la Liguilla 2005-06 |
| 2 | Central Español | 4° puesto en la Liguilla 2005-06 |

#### Copa Libertadores 2007
|   | Equipo            | Clasificado como                 |
| - | ----------------- | -------------------------------- |
| 1 | Nacional          | Campeón Primera División 2005-06 |
| 2 | Defensor Sporting | Campeón Liguilla 2005-06         |
| 3 | Danubio           | 2° puesto en la Liguilla 2005-06 |

## Goleadores
| Jugador         | Equipo               | Goles |
| --------------- | -------------------- | ----- |
| Pedro Cardoso   | Rocha                | 17    |
| Chory Castro    | Nacional             | 13    |
| Nacho González  | Danubio              | 13    |
| Gabriel Cedrés  | Peñarol              | 12    |
| Maxi Pereira    | Defensor Sporting    | 12    |
| Junior Aliberti | Montevideo Wanderers | 12    |